# Pancovia hildebrandtii
Pancovia hildebrandtii är en kinesträdsväxtart som beskrevs av Ernest Friedrich Gilg. Pancovia hildebrandtii ingår i släktet Pancovia och familjen kinesträdsväxter. Inga underarter finns listade i Catalogue of Life.